# Садова вулиця (Київ, Дарницький район)
Садо́ва ву́лиця — вулиця в Дарницькому районі міста Києва, селище Бортничі. Пролягає від Лісної вулиці до вулиці Івана Дяченка.
Прилучаються 1-й, 2-й, 3-й Садові провулки, провулок Ніни Строкатої; вулицю перетинає Демидівська вулиця.

## Історія
Вулиця почала формуватися наприкінці 1930-х — на початку 1940-х років, остаточно сформована пізніше, у 1940—50-х роках, під такою ж назвою.
Двоповерховий приватний житловий будинок № 54 зазнав пожежі 25 лютого 2022 року (у період повномасштабного російського вторгнення в Україну) внаслідок падіння фрагментів російської балістичної ракети (спочатку повідомлялося про уламки бойового дрона Збройних сил РФ). У зв'язку з вибухами бойового заряду снаряда та ризиком для життя рятувальників гасіння пожежі проходило на відстані.